# Gran Premio di Gran Bretagna 1971
Il Gran Premio di Gran Bretagna 1971, XXIV the Woolmark British Grand Prix e sesta gara del campionato di Formula 1 del 1971, si è svolto il 17 luglio sul circuito di Silverstone ed è stato vinto da Jackie Stewart su Tyrrell-Ford Cosworth.

## Qualifiche
| Pos | No | Pilota               | Costruttore           | Squadra                           | Tempo   | Gap   |
| --- | -- | -------------------- | --------------------- | --------------------------------- | ------- | ----- |
| 1   | 5  | Clay Regazzoni       | Ferrari               | Scuderia Ferrari SpA SEFAC        | 1:18.10 |       |
| 2   | 12 | Jackie Stewart       | Tyrrell-Ford          | Elf Team Tyrrell                  | 1:18.10 | -     |
| 3   | 16 | Jo Siffert           | BRM                   | Yardley Team BRM                  | 1:18.20 | +0.10 |
| 4   | 1  | Emerson Fittipaldi   | Lotus-Ford            | Gold Leaf Team Lotus              | 1:18.30 | +0.20 |
| 5   | 18 | Ronnie Peterson      | March-Ford            | STP March Racing Team             | 1:19.00 | +0.90 |
| 6   | 4  | Jacky Ickx           | Ferrari               | Scuderia Ferrari SpA SEFAC        | 1:19.50 | +1.40 |
| 7   | 8  | Tim Schenken         | Brabham-Ford          | Motor Racing Developments Ltd     | 1:19.50 | +1.40 |
| 8   | 9  | Denny Hulme          | McLaren-Ford          | Bruce McLaren Motor Racing        | 1:19.60 | +1.50 |
| 9   | 21 | Chris Amon           | Matra                 | Equipe Matra Sports               | 1:19.70 | +1.60 |
| 10  | 14 | François Cevert      | Tyrrell-Ford          | Elf Team Tyrrell                  | 1:19.80 | +1.70 |
| 11  | 17 | Howden Ganley        | BRM                   | Yardley Team BRM                  | 1:19.84 | +1.74 |
| 12  | 24 | Rolf Stommelen       | Surtees-Ford          | Auto Motor Und Sport Team Surtees | 1:19.88 | +1.78 |
| 13  | 2  | Dave Charlton        | Lotus-Ford            | Gold Leaf Team Lotus              | 1:20.05 | +1.95 |
| 14  | 10 | Peter Gethin         | McLaren-Ford          | Bruce McLaren Motor Racing        | 1:20.10 | +2.00 |
| 15  | 22 | Jean-Pierre Beltoise | Matra                 | Equipe Matra Sports               | 1:20.20 | +2.10 |
| 16  | 7  | Graham Hill          | Brabham-Ford          | Motor Racing Developments Ltd     | 1:20.30 | +2.20 |
| 17  | 26 | Henri Pescarolo      | March-Ford            | Frank Williams Racing Cars        | 1:20.50 | +2.40 |
| 18  | 23 | John Surtees         | Surtees-Ford          | Brooke Bond Oxo Team Surtees      | 1:20.61 | +2.51 |
| 19  | 3  | Reine Wisell         | Lotus-Pratt & Whitney | Gold Leaf Team Lotus              | 1:20.66 | +2.56 |
| 20  | 6  | Mike Beuttler        | March-Ford            | Clarke-Mordaunt-Guthrie Racing    | 1:20.70 | +2.60 |
| 21  | 20 | Nanni Galli          | March-Ford            | STP March Racing Team             | 1:20.90 | +2.80 |
| 22  | 11 | Jackie Oliver        | McLaren-Ford          | Bruce McLaren Motor Racing        | 1:21.00 | +2.90 |
| 23  | 25 | Derek Bell           | Surtees-Ford          | Team Surtees                      | 1:22.30 | +4.20 |
| 24  | 19 | Andrea De Adamich    | March-Alfa Romeo      | STP March Racing Team             | 1:23.20 | +5.10 |

## Gara
| Pos | No | Pilota               | Costruttore           | Giri | Tempo/Ritiro        | Pos. Griglia | Punti |
| --- | -- | -------------------- | --------------------- | ---- | ------------------- | ------------ | ----- |
| 1   | 12 | Jackie Stewart       | Tyrrell-Ford          | 68   | 1:31:31.5           | 2            | 9     |
| 2   | 18 | Ronnie Peterson      | March-Ford            | 68   | + 36.1              | 5            | 6     |
| 3   | 1  | Emerson Fittipaldi   | Lotus-Ford            | 68   | + 50.5              | 4            | 4     |
| 4   | 26 | Henri Pescarolo      | March-Ford            | 67   | + 1 Giro            | 17           | 3     |
| 5   | 24 | Rolf Stommelen       | Surtees-Ford          | 67   | + 1 Giro            | 12           | 2     |
| 6   | 23 | John Surtees         | Surtees-Ford          | 67   | + 1 Giro            | 18           | 1     |
| 7   | 22 | Jean-Pierre Beltoise | Matra                 | 66   | + 2 Giri            | 15           |       |
| 8   | 17 | Howden Ganley        | BRM                   | 66   | + 2 Giri            | 11           |       |
| 9   | 16 | Jo Siffert           | BRM                   | 66   | + 2 Giri            | 3            |       |
| 10  | 14 | François Cevert      | Tyrrell-Ford          | 65   | + 3 Giri            | 10           |       |
| 11  | 20 | Nanni Galli          | March-Ford            | 65   | + 3 Giri            | 21           |       |
| 12  | 8  | Tim Schenken         | Brabham-Ford          | 63   | Cambio              | 7            |       |
| NC  | 3  | Reine Wisell         | Lotus-Pratt & Whitney | 57   | Non classificato    | 19           |       |
| NC  | 19 | Andrea De Adamich    | March-Alfa Romeo      | 56   | Non classificato    | 24           |       |
| Rit | 10 | Peter Gethin         | McLaren-Ford          | 53   | Motore              | 14           |       |
| Rit | 4  | Jacky Ickx           | Ferrari               | 51   | Motore              | 6            |       |
| Rit | 5  | Clay Regazzoni       | Ferrari               | 48   | Pressione dell'olio | 1            |       |
| Rit | 21 | Chris Amon           | Matra                 | 35   | Motore              | 9            |       |
| Rit | 9  | Denny Hulme          | McLaren-Ford          | 32   | Motore              | 8            |       |
| Rit | 25 | Derek Bell           | Surtees-Ford          | 23   | Sospensione         | 23           |       |
| Rit | 6  | Mike Beuttler        | March-Ford            | 21   | Pressione dell'olio | 20           |       |
| Rit | 2  | Dave Charlton        | Lotus-Ford            | 1    | Motore              | 13           |       |
| Rit | 7  | Graham Hill          | Brabham-Ford          | 0    | Incidente           | 16           |       |
| Rit | 11 | Jackie Oliver        | McLaren-Ford          | 0    | Incidente           | 22           |       |

## Statistiche
Piloti
- 16ª vittoria per Jackie Stewart
- 10º giro più veloce per Jackie Stewart
- 1º Gran Premio per Mike Beuttler

Costruttori
- 4° vittoria per la Tyrrell
- 10° podio per la March

Motori
- 38ª vittoria per il motore Ford Cosworth

Giri al comando
- Clay Regazzoni (1-3)
- Jackie Stewart (4-68)

## Classifiche

### Piloti
| Pos. | Pilota               | Punti |
| ---- | -------------------- | ----- |
| 1    | Jackie Stewart       | 42    |
| 2    | Jacky Ickx           | 19    |
| 3    | Ronnie Peterson      | 15    |
| 4    | Emerson Fittipaldi   | 10    |
| 5    | Mario Andretti       | 9     |
| 6    | Pedro Rodríguez      | 9     |
| 7    | Clay Regazzoni       | 8     |
| 8    | Chris Amon           | 8     |
| 9    | François Cevert      | 6     |
| 10   | Denny Hulme          | 6     |
| 11   | Reine Wisell         | 4     |
| 12   | Jo Siffert           | 4     |
| 13   | Henri Pescarolo      | 3     |
| 14   | John Surtees         | 3     |
| 15   | Rolf Stommelen       | 3     |
| 16   | Jean-Pierre Beltoise | 1     |

### Costruttori
| Pos. | Team         | Punti |
| ---- | ------------ | ----- |
| 1    | Tyrrell-Ford | 42    |
| 2    | Ferrari      | 28    |
| 3    | March-Ford   | 15    |
| 4    | Lotus-Ford   | 13    |
| 5    | BRM          | 12    |
| 6    | Matra        | 8     |
| 7    | McLaren-Ford | 6     |
| 8    | Surtees-Ford | 5     |